# Coelioxys albociliata
Coelioxys albociliata är en biart som beskrevs av Pasteels 1968. Coelioxys albociliata ingår i släktet kägelbin, och familjen buksamlarbin. Inga underarter finns listade i Catalogue of Life.